# 동경 19도
동경 19도(東經19度)는 본초 자오선에서 동쪽으로 19도 떨어진 경선이다. 북극점에서 시작하여 북극해, 유럽, 아프리카, 대서양, 남극해, 남극을 거쳐 남극점에 이른다.
동경 19도는 서경 161도와 이어져 지구의 둘레를 이룬다.

북극점에서 남극점까지 동경 19도선은 다음 지역을 지나간다.
| 좌표                                                  | 나라, 지역, 해역      | 주석                                                              |
| ----------------------------------------------------- | --------------------- | ----------------------------------------------------------------- |
| 북위 90° 0′ 동경 19° 0′  / 북위 90.000° 동경 19.000°  | 북극해                |                                                                   |
| 북위 80° 9′ 동경 19° 0′  / 북위 80.150° 동경 19.000°  | 노르웨이              | 스발바르 제도의 노르데우스틀란데섬과 스피츠베르겐섬               |
| 북위 78° 5′ 동경 19° 0′  / 북위 78.083° 동경 19.000°  | 바렌츠해              |                                                                   |
| 북위 74° 31′ 동경 19° 0′  / 북위 74.517° 동경 19.000° | 노르웨이              | 비에르뇌위아섬                                                    |
| 북위 74° 23′ 동경 19° 0′  / 북위 74.383° 동경 19.000° | 대서양                | 노르웨이해                                                        |
| 북위 70° 11′ 동경 19° 0′  / 북위 70.183° 동경 19.000° | 노르웨이              | 노르드크발뢰위아섬, 링바쇠위섬, 크발뢰위아섬, 트롬쇠위아섬과 본토 |
| 북위 68° 31′ 동경 19° 0′  / 북위 68.517° 동경 19.000° | 스웨덴                |                                                                   |
| 북위 63° 12′ 동경 19° 0′  / 북위 63.200° 동경 19.000° | 발트해                | 보트니아만                                                        |
| 북위 59° 54′ 동경 19° 0′  / 북위 59.900° 동경 19.000° | 스웨덴                |                                                                   |
| 북위 59° 42′ 동경 19° 0′  / 북위 59.700° 동경 19.000° | 발트해                | 스웨덴 곳스카산된섬의 바로 서쪽을 지나감                          |
| 북위 57° 55′ 동경 19° 0′  / 북위 57.917° 동경 19.000° | 스웨덴                | 고틀란드섬                                                        |
| 북위 57° 46′ 동경 19° 0′  / 북위 57.767° 동경 19.000° | 발트해                |                                                                   |
| 북위 54° 21′ 동경 19° 0′  / 북위 54.350° 동경 19.000° | 폴란드                |                                                                   |
| 북위 49° 24′ 동경 19° 0′  / 북위 49.400° 동경 19.000° | 슬로바키아            |                                                                   |
| 북위 48° 3′ 동경 19° 0′  / 북위 48.050° 동경 19.000°  | 헝가리                | 부다페스트의 바로 서쪽을 지나감                                   |
| 북위 45° 57′ 동경 19° 0′  / 북위 45.950° 동경 19.000° | 세르비아              |                                                                   |
| 북위 45° 33′ 동경 19° 0′  / 북위 45.550° 동경 19.000° | 크로아티아            | 16km 정도                                                         |
| 북위 45° 24′ 동경 19° 0′  / 북위 45.400° 동경 19.000° | 세르비아              | 4km 정도                                                          |
| 북위 45° 22′ 동경 19° 0′  / 북위 45.367° 동경 19.000° | 크로아티아            |                                                                   |
| 북위 44° 51′ 동경 19° 0′  / 북위 44.850° 동경 19.000° | 보스니아 헤르체고비나 |                                                                   |
| 북위 43° 32′ 동경 19° 0′  / 북위 43.533° 동경 19.000° | 몬테네그로            | 13km 정도                                                         |
| 북위 43° 24′ 동경 19° 0′  / 북위 43.400° 동경 19.000° | 보스니아 헤르체고비나 | 14km 정도                                                         |
| 북위 43° 16′ 동경 19° 0′  / 북위 43.267° 동경 19.000° | 몬테네그로            |                                                                   |
| 북위 42° 9′ 동경 19° 0′  / 북위 42.150° 동경 19.000°  | 지중해                |                                                                   |
| 북위 30° 16′ 동경 19° 0′  / 북위 30.267° 동경 19.000° | 리비아                |                                                                   |
| 북위 22° 2′ 동경 19° 0′  / 북위 22.033° 동경 19.000°  | 차드                  |                                                                   |
| 북위 8° 59′ 동경 19° 0′  / 북위 8.983° 동경 19.000°   | 중앙아프리카 공화국   |                                                                   |
| 북위 8° 46′ 동경 19° 0′  / 북위 8.767° 동경 19.000°   | 차드                  |                                                                   |
| 북위 8° 31′ 동경 19° 0′  / 북위 8.517° 동경 19.000°   | 중앙아프리카 공화국   |                                                                   |
| 북위 4° 44′ 동경 19° 0′  / 북위 4.733° 동경 19.000°   | 콩고 민주 공화국      |                                                                   |
| 남위 8° 0′ 동경 19° 0′  / 남위 8.000° 동경 19.000°    | 앙골라                |                                                                   |
| 남위 17° 50′ 동경 19° 0′  / 남위 17.833° 동경 19.000° | 나미비아              |                                                                   |
| 남위 28° 54′ 동경 19° 0′  / 남위 28.900° 동경 19.000° | 남아프리카 공화국     | 노던케이프 주 웨스턴케이프 주                                     |
| 남위 34° 20′ 동경 19° 0′  / 남위 34.333° 동경 19.000° | 대서양                |                                                                   |
| 남위 60° 0′ 동경 19° 0′  / 남위 60.000° 동경 19.000°  | 남극해                |                                                                   |
| 남위 69° 56′ 동경 19° 0′  / 남위 69.933° 동경 19.000° | 남극                  | 퀸모드랜드, 노르웨이가 영유권을 주장한다.                         |

## 같이 보기
- 동경 18도
- 동경 20도